# УСТ Сян (Пфарркірхен)
УСТ «Сян» (Українське Спортове Товариство «Сян») — українське спортивне товариство з німецького поселення Пфарркірхен.
Засноване 24 березня 1947 року в українському таборі «Авфбав» (540 осіб). Ініціаторами були перший голова проф. Григір Ґолембйовський, брати Бойцуни, Романович і Малецький. Другим головою став Іван Стадник.
Товариство мало 67 членів і провадило лише футбольну секцію. Команда зіграла 19 матчів (11 в обласних змаганнях і 8 з чужинцями) і в сезоні 1946—1947 рр. зайняла в області 2-е місце, програвши лише «Січі» (Регенсбург). З вересня 1947 р. команда виступала в змаганнях мюнхенської області і в осінньому колі 1947—1948 рр. зайняла перше місце без втрати очок. Свою силу дружина підтвердила й навесні 1948 р., виграючи в Міттенвальді 1:0 з «Левом».
Секція волейболу чоловіків проводила лише тренування.